# 弟子规
《弟子規》，原名《訓蒙文》，是一本清朝出現的文學作品，以韻文寫成。它從孔門四教之首的德行教育來入門，具體而微地闡述了求學之人應循的生活軌範與修學方法，即先紮德行根本，再求豐富學識，以為推動仁德事業之基礎。一般認為作者是滿清康熙年間的秀才李毓秀，後經賈存仁修訂改編，改稱《弟子規》。

## 内容
《弟子規》是依據《論語·學而篇》第六條孔子「弟子入則孝，出則弟，謹而信，泛愛眾，而親仁，行有餘力，則以學文」的言語，以三字一句，兩句一韻的文體方式編撰而成；在《總敘》為綱目下，分成《入則孝》、《出則弟》、《謹》、《信》、《汎愛眾》、《親仁》和《餘力學文》七大求學方向，列舉為人子弟在家、出外、待人接物、求學等應有的禮儀與規範，特別講求家庭教育和生活教育。其核心思想是孝、悌、仁愛與學文(游於藝)。

《弟子規》〈總敘〉與《論語．學而》中「弟子入則孝，出則弟，謹而信，汎愛眾，而親仁，行有餘力，則以學文」幾乎完全相同，以此為全書之主旨，將全書分成七個段落，訓誡弟子於日常生活中所應遵循之規範。
| 弟子規                                                           | 論語．學而                                                       |
| ---------------------------------------------------------------- | ---------------------------------------------------------------- |
| 弟子規，聖人訓，首孝弟，次謹信，汎愛眾，而親仁，有餘力，則學文。 | 弟子入則孝，出則弟，謹而信，汎愛眾，而親仁，行有餘力，則以學文。 |

《禮記·曲禮》內文中以三字一句且協韻的形式，可能也影響了《弟子規》的編排。
| 弟子規                           | 曲禮                                                             |
| -------------------------------- | ---------------------------------------------------------------- |
| 冬則溫，夏則凊，晨則省，昏則定。 | 凡為人之禮，冬溫而夏清，昏定而晨省。                             |
| 出必告，反必面，居有常，業無變。 | 夫為人子者，出必告，反必面，所遊必有常，所習必有業，恆言不稱老。 |
| 路遇長，疾趨揖，長無言，退恭立。 | 遭先生於道，趨而進，正立拱手。先生與之言則對，不與之言則趨而退。 |
| 勿踐閾，勿跛倚，勿箕踞，勿搖髀。 | 毋踐屨，毋踖席，摳衣趨隅。                                       |
| 將上堂，聲必揚。                 | 將上堂，聲必揚。                                                 |

《弟子規》与古代思想家朱熹的《童蒙須知》文意也相當類似。
| 弟子規                                                             | 童蒙須知 |
| ------------------------------------------------------------------ | --- |
| 父母呼，應勿緩，父母命，行勿懶。                                   | 若父母長上有所召喚，卻當疾走而前，不可舒緩 |
| 出必告，反必面。                                                   | 凡出外，及歸，必於長上前作揖。 |
| 父母教，須敬聽，父母責，須順承。                                   | 父母長上有所教督，但當低首聽受，不可妄大議論。長上檢責，或有過誤，不可便自分解，姑且隱默，久，卻徐徐細意條陳云，此事恐是如此，向者當是偶爾遺忘。或曰當是偶爾思省未至。若爾，則無傷忤，事理自明。 |
| 稱尊長，勿呼名。                                                   | 凡稱呼長上，不可以字。 |
| 路遇長，疾趨揖。                                                   | 凡道路遇長者，必正立拱手，疾趨而揖。 |
| 尊長前，聲要低，低不聞，卻非宜。                                   | 凡人弟子，須是常低聲下氣，語言詳緩。 |
| 進必趨，退必遲，問起對，視勿移。                                   | 凡侍長者之側，必立正拱手，有所問，則必誠實對。 |
| 朝起早，夜眠遲。                                                   | 凡子弟，須要早起晏眠。 |
| 便溺回，輒淨手。                                                   | 凡如廁，必去外衣，下，必盥手。 |
| 冠必正，紐必結，襪與履，俱緊切。                                   | |
| 置冠服，有定位，勿亂頓，致污穢。                                   | 凡脫衣服，必整齊摺疊箱篋中，勿亂頓放，則不為塵埃雜穢所污。 |
| 對飲食，勿揀擇，食適可，勿過則。                                   | 凡飲食，有則食之，無則不可思索。……凡飲食之物，勿爭較多少美惡。 |
| 冬則溫，夏則凊，晨則省，昏則定。                                   | 凡為人之禮，冬溫而夏清，昏定而晨省。 |
| 年方少，勿飲酒，飲酒醉，最為醜。                                   | 凡飲酒，不可令至醉。 |
| 步從容，立端正。                                                   | 凡行步趨蹌，須是端正，不可疾走跳躑。 |
| 緩揭簾，勿有聲。                                                   | 凡開門揭簾，須徐徐輕手，不可令震驚聲響。 |
| 執虛器，如執盈。                                                   | 執器皿，必端嚴，唯恐有失。 |
| 用人物，須明求，倘不問，即為偷。                                   | 父兄長上坐起處，文字紙劄之屬，或有散亂，當加意整齊，不可輒自取用。 |
| 鬥鬧場，絕勿近，邪僻事，絕勿問。                                   | 凡喧鬨爭鬥之處，不可近，無益之事，不可為。 |
| 人問誰，對以名，吾與我，不分明。                                   | 凡對父母長上朋友，必稱名。 |
| 人有短，切莫揭，人有私，切莫說。……善相勸，德皆建，過不規，道兩虧。 | 凡聞人所為不善，下至婢僕違過，宜且包藏，不應便爾聲言。當相告語，使其知改。 |
| 待奴婢，身貴端。                                                   | 凡待婢僕，必端嚴，勿得與之嘻笑。 |
| 讀書法，有三到，心眼口，信皆要。                                   | 余嘗謂讀書有三到，謂心到，眼到，口到。……三到之法，心到最急，心既到矣，眼口豈不到乎。 |
| 房室清，牆壁淨，几案潔，筆硯正。                                   | 凡為人子弟，當灑掃居處之地，拂拭几案，當令潔淨。 |
| 墨磨偏，心不端，字不敬，心先病。                                   | 凡寫文字，須高執墨錠，端正研磨。 ……凡寫字，未問寫得工拙如何，且要一筆一畫，嚴正分明，不可潦草 |
| 列典籍，有定處，讀看畢，還原處。                                   | 凡百器用，皆當嚴肅整齊，頓放有常處，取用既畢，復置元所。…… 凡讀書，須整頓几案，令潔淨端正，將書冊整齊頓放                                                                                        |
| 雖有急，卷束齊。                                                   | 雖有急速，必待掩束整齊，然後起。 |

民國以後的《常禮舉要》，其內容也和《弟子規》有相當多雷同之處。
| 弟子規                               | 常禮舉要                                   |
| ------------------------------------ | ------------------------------------------ |
| 出必告，反必面。                     | 為人子，出必告，反必面。                   |
| 路遇長，疾趨揖。                     | 見長者，必趨致敬。                         |
| 長者立，幼勿坐。                     | 長者立，不可坐，長者來，必起立。           |
| 問起對，視勿移。                     | 談話應答必顧望。                           |
| 晨則省，昏則定。……。朝起早，夜眠遲。 | 為人子，不晏起，衣被自己整理，晨昏必定省。 |
| 衣貴潔，不貴華。                     | 衣冠不求華美，惟須整潔。                   |
| 勿踐閾，勿跛倚，勿箕踞，勿搖髀。     | 立不一足跛，坐勿展腳如箕。                 |
| 恩欲報，怨欲忘，報怨短，報恩長。     | 施恩求忘，受恩必報。                       |

## 作者与成书年代
關於《弟子規》的成書年代及作者方面，有几种看法。
- 無可考或年代不詳[6]。
- 作者为李毓秀，成书为清嘉慶、道光間[7][8]。
- 作者为李毓秀，原名《訓蒙文》，經賈存仁修改之後，改名《弟子規》[9][10][11]。此为最广泛同意的观點。
- 是清代李毓秀根據宋朝朱熹的《童蒙須知》改編[12]，後來又經過清代儒生賈存仁修訂，改名為《弟子規》[13][14][15]。

## 影响

### 清朝
据称，历代用韵语编成，传授伦理道德的蒙学读物中，以《弟子规》的影响最为广大。自清代开始传授以来，几乎没有任何一部蒙学读物比它更为风行，即便是自宋代以来就长期风行的《三字经》，也几乎因《弟子规》的传授而废弃。在清代，许多地方政府都曾饬令所属州县，将《弟子规》列为私塾或义学的童蒙必读书籍。《弟子规》是清中期以来流行最广，影响最大的蒙学教材。
但是，江南大学副教授黄晓丹指《弟子规》诞生于清代，而做清代文献研究的黄接触了大量清代的诗文集、传记和家谱，却从来没看到过有提到《弟子规》。黄问及研究民国文献的朋友、读过大量现代学者的回忆录和传记的朋友，发现他们也都从未见过《弟子规》。并指“《弟子规》编成後，因其通俗易懂，易於背诵，甚为普及，清代末年有的地方官府还将其定为私塾、义学的必读教材，甚至作为『劝善』书籍，在祠堂、茶馆、书馆中进行宣讲，使其广为流传。”的说法来自于文革时期的《天津师院学报》1974年01期文章《<弟子规>宣扬了什么?》。根据台湾师大刘雅苓与东北师大周明杰的考证，《弟子规》在鸦片战争之后才出现，作者过世后一百年之内并没有广泛出版。在《四库大系系列数据库》9153种书里，检索《弟子规》，只找到两条文献。“广为流传”的说法有夸大和臆测的嫌疑。检出的一条文献说：“劳乃宣，字玉初，浙江桐乡人。同治十年进士，……任吴桥，创里塾，农事毕，令民入塾，授以弟子规、小学内篇、圣谕广训诸书，岁尽始罢”（《清史稿·劳乃宣传》）。说明《弟子规》最初的使用环境是祠堂、茶馆、书馆，使用对象是干完农活的成年人，适用范围是社会下层，李白杜甫没有读过它、清代的知识阶层也不读它。劳乃宣教授《弟子规》的本来目的是原先教育不识字的成年农民识字，並使其不違法；是用于向那些被剥夺了更高发展要求的农民劝善的行为规范。《弟子规》本来也不是专门写给儿童的。它的流行是二十一世纪开始的。

### 中華民國臺灣時期
黄晓丹指，九十年代，台湾迎来了解严后的教育自由化时代，1991年，中華民國教育部停止《四书》为中学唯一文化基本教材，台湾民间开始自行组织读经。台湾学者王财贵就是其中影响最大的一个。王财贵的读经书目在二十年间不断窄化，最初他的读经书目包括中西经典，但后来为了“便利、普及、实效、实证”的目的多次修订，真正普遍得到实施的，读得最多的也就是《弟子规》。而同时台湾各种宗教团体也希望借着读经来扩大自己的声誉。在1993-2000年之间，台湾天帝教、一贯道、佛教的各种组织都捐印了大量读经手册和书籍。而这些宗教团体捐印得最多的就是通俗易懂、篇幅简短、不涉及形而上辩论的《弟子规》。《弟子规》由此在台湾得到普及。
- 台湾有大量民间《弟子规》学习班，多数为佛教寺庙与团体组织[20]。
- 中华民国侨务委员会网站将《弟子规》列为数位侨教系列教材之一[21]，并将其制作成为安卓以及iPhone/iPod的app[22]。
- 台湾升恒昌免税商店董事长江松桦称要求7000多名员工必读《弟子规》[23]。
- 2013年8月，台中监狱舉辦「弟子規」背誦決賽，要在3分鐘內背完是基本要求，還得拚速度、比清晰和台風，個人組第1名可得2萬元新台币獎金[24]。
- 2019年3月，部分學校因推行弟子規背誦產生爭議，引發網友的討論。[25][26]

### 中华人民共和国
中国期刊网上以“弟子规”和“三字经”分别为关键词进行检索的结果，从1956-2000年之间几乎没有提到弟子规，从2004年开始，“弟子规”飞速上涨，到2008年曝光率超过“三字经”。2004年之后的十年间，“三字经”的使用率膨胀了2.4倍，而“弟子规”的使用率膨胀了70倍，显示2004年后《弟子规》在中国大陆的影响力出现戏剧性增长。黄晓丹对此的解释是，大陆受到了在台湾的王财贵等民间读经运动推广者的影响，还有净空法师在安徽庐江县汤池镇创办的“庐江文化教育中心”的影响。
现任中国共产党中央委员会总书记习近平在任中共中央党校校长期间，于2009年5月13日讲话号召“领导干部要通过研读优秀传统文化书籍，不断提高人文素养和精神境界。”2009年7月20日中共北京市委机关报《北京日报》发表中央党校教授任登第的文章，将习的讲话解读为“领导干部不妨读读《弟子规》”。以《弟子規》为代表的“国学”在中华人民共和国境内流行度急剧升高。美国《外交政策》杂志认为，《弟子规》的流行得到了中国共产党的支持。叶剑英之女凌孜在2013年4月20日香港《群书治要》论坛开幕式上讲话称习近平称赞《弟子规》是好书。中共中央总书记习近平在2014年5月31日到北京市海淀区民族小学参加庆祝“六一”国际儿童节活动时，亲自听学生背诵《弟子规》。
中华人民共和国的很多政府机关、厂矿、学校、私人企业、监狱、看守所组织成员学习《弟子规》。
- 2008年3月24日，中国中央电视台社会与法频道《第一线》栏目报道海南省監獄推行弟子規[33]。
- 2010年7月8日开始，中国中央电视台《百家讲坛》栏目开始播出由复旦大学历史系教授钱文忠主讲的22集讲座《解读〈弟子规〉》。
- 2011年，中共湖南省怀化学院委员会党校将《弟子规》作为培训教材[34]。
- 2013年，中共大连市委党校组织全体教职工进行《弟子规》培训[35]。
- 2012年2月24日，广州市天河区教育局规定：“幼儿园要诵读《弟子规》、《三字经》、《唐诗》等，在老师的指引下初步学会感受语言韵律美，初步欣赏经典音乐、美术；小学一年级要全本诵读《弟子规》、《三字经》”[36][37]。
- 2013年8月，广东省中山大学要求新生开学交《弟子规》读后感。据《南方日报》调查，32%的新生支持中大的做法；17%的新生明确反对；而51%的新生持中立态度。持支持态度的学生大多认为，《弟子规》作为传统的经典著作，是值得当代大学生学习阅读并践行的，对于学生待人接物、为人处世、求学、孝敬长辈有着积极作用；反对的人则认为《弟子规》已经过时了，里面很多封建的思想不符合时代要求，对当代大学生的发展不利[38]。
- 2014年，中共湖北省仙桃市纪委宣传部投资拍摄廉政微电影《弟子规》[39]。
- 2014年，海南省监狱局号召以《弟子规》等传统文化读本感化监犯[40]。
- 2015年，辽宁省铁岭监狱在监管区建立《弟子规书简》碑[41]。

## 评价

### 内容
- 《弟子规》本身与儒家经典裡的论述存在矛盾，甚至有自相矛盾。
  - 《弟子规·入則孝》：谏不入，悦复谏；号泣随，挞无怨。
    - 《孔子家语·六本》：小棰則待過，大杖則逃走，故瞽叟不犯不父之罪，而舜不失烝烝之孝，今參事父委身以待暴怒，殪而不避，〈殪死〉既身死而陷父於不義，其不孝孰大焉？汝非天子之民也，殺天子之民，其罪奚若？
    - 《论语宪问》：“或曰：‘以德报怨，何如？’子曰：‘何以报德？以直报怨，以德报德。’”
    - 《弟子规·入則孝》：亲所好，力为具；亲所恶，谨为去。（按：如顺父母好恶，为何需谏？）
- 复旦大学历史系教授钱文忠认为，《弟子规》就是一部教导五伦大道规范的书，学习、转化、落实《弟子规》，对个人、对家庭、对单位、对国家、对社会，绝对是百利而无一害。全民都应该读读《弟子规》[11]。
- 江南大学副教授黄晓丹认为，《弟子规》不是过去传统文化资源的如实继承；不能满足当下物质和精神需求；不具有未来发展潜能。《弟子规》这样的文本会给现代人带来的心灵冲突。它以强烈的训导口吻和死板规定提出种种要求，导致生命体验的虚假化。无论要回答的问题是“如何能在现代社会实现儿童个人的潜能的最大发展”，还是“如何能传承传统文化中优雅和高贵的内容”都实在看不出有什么理由要在千千万万的文本中选择《弟子规》[18]。

### 传播
- 黄晓丹认为《弟子规》的传播主要由台湾天帝教、一贯道、佛教等宗教团体与王财贵的读经团体等进行，并影响到大陆。[18]

### 权威性
- 相当多的学者指出《弟子规》的作者李毓秀，是清代山西绛州的一位秀才，没有中举，也没有其他学术上或者政治上的成就。
- 黄晓丹指，《弟子规》出现在鸦片战争后，流行起来更要到二十一世纪，它并不是中国“儿童传统文化教育”的基本材料，历史上的贤人君子、创作成果，与从小读《弟子规》毫无关系。 《弟子规》在最初的使用环境是晚清的祠堂、茶馆、书馆，使用对象是干完农活的成年农民，用途是教农民识字、不违法。 李白杜甫没有读过它，清代的知识阶层也不读它，质疑它在今天被捧到了太高的位置[18]。
- 复旦大学教授钱文忠也指与《论语》、《庄子》、《老子》相比，《弟子规》是无法算作可以供奉在庙堂之中的经典之作。哪怕跟《三字经》相比，《弟子规》从历史悠久的角度也没得比[11]。

### 负面评价
- 中山大学哲学系教授袁伟时写文章中暗示，新中国成立以前，对中国传统文化有较深研究的学者不会承认《弟子规》是经典。并指其毫无操作性，称把300多年前五六岁小孩念的课本吹捧为经典，要今日大学生诚惶诚恐去学习，本身就是一个大笑话[42]。
- 在吉林省长春市伪满皇宫博物院的东北沦陷史陈列馆中展出，并在中华人民共和国全国博物馆巡展的《勿忘9.18日本侵略中国东北史实展览》中，《弟子规》被作为展品展出，其说明为“伪满宣扬‘孝为先’的读本”[43]。
- 中华人民共和国在1974年的批林批孔运动期间，出现多篇对《弟子规》的批判文章，称其是一本浸透孔孟毒素的“启蒙教科书”，把反动的孔孟之道和程朱理学具体化、通俗化，用以培养地主阶级的接班人，毒害广大青少年和劳动人民[44]；是宣扬孔孟之道、毒害青少年的“黑规”“黑书”[45]；是封建统治阶级强制小学生必须遵守的规矩和准则，作者李毓秀是一个“守师说不敢变”的腐儒[19]。
- 庐江县部分民众认为净空法师主导的“庐江文化教育中心”进行的《弟子规》教育不利于年轻人参与社会竞争[27]。

#### 洗脑
- 一些学者认为弟子规的内容毫无价值，它只有让人下跪的规则。弟子规是中国历代专制政权愚民洗脑的工具，就是让人无条件的服从权威，使人丧失独立思考能力。更有甚者，认为《弟子规》的内容和普世价值完全对立，弟子规的内容完全和自由、平等、博爱、人权相抵触。[46]。
- 2017年前后，由于抚顺传统文化学校开设的女德班这种洗脑机构的兴起，使人们不得不重视《弟子规》。一些学员认为在该学校的学习生活就是完全的洗脑。而在事发之后，该学校删除了招生信息[47]。
- 还有人认为《弟子规》是奴化教育的罪魁祸首，由于“国学热”的兴起，弟子规也成为了极具争议性的话题[48]，一些学者认为国学热只不过是把君君臣臣、父父子子、男尊女卑、三从四德这些早就扔进了历史垃圾堆的糟粕再捡回来而已[49]。
- 基督教会、人权组织反对《弟子规》。[來源請求]

## 外部連結
- 弟子規作者與成書年代
- 弟子規全文解釋